# Clément Janinet
Clément Janinet (* 1983 in Les Lilas) ist ein französischer Jazzmusiker (Geige, Komposition).

## Leben und Wirken
Janinet absolvierte zunächst ein Studium als klassischer Geiger am Conservatoire national de région in Chalon-sur-Saône. Zwischen 2001 und 2003 besuchte er das Centre des musiques Didier Lockwood, um ab 2004 in der Abteilung für Jazz und improvisierte Musik des Conservatoire national supérieur de musique in Paris zu studieren, wo er 2007 mit dem ersten Preis abschloss.
Parallel zu seinem Studium spielte Janinet mit dem Trio Eustache, dem Collectif de l'UMJ unter der Leitung von Antoine Hervé (2002), dem Trio von Didier Lockwood (2002) und dem Jazzoo-Projekt von Riccardo Del Fra (2006). Dann wandte er sich der improvisierten Musik zu und spielte mit Radiation10, dem garden Trio sowie mit der Compagnie Lubat (2007), arbeitete aber auch im Bereich der Weltmusik mit Patrick Ruffino, Rido Bayonne, Talweg, Mauro Palmas und dem Orchestra do Fuba, außerdem mit Minivan, Anais Kael und Stéphane Bissières. Ende 2007 wurde er Mitglied der Formation von Étienne M’Bappé (Pater Noster).
Im Jahr 2010 arbeitete Janinet mit dem Garden trio und Madeleine Besson an der Erstellung des Soundtracks für den Film Solutions locales pour un désordre global von Coline Serreau. Seit 2012 war er Mitglied der Compagnie La Vie Brève von Samuel Hachache und Jeanne Candel; mit ihr war er an der Realisation von Crocodile Trompeur/Didon et Enée (Molière für das beste Musiktheaterstück 2014) und 2017 von Orfeo, je suis mort en arcadie beteiligt. Außerdem gehörte er zum Grand Ensemble du Coax Collectif, wo er auf Benjamin Flament traf, mit dem er ein 2015 veröffentlichtes Duo aufnahm.
2017 gründete Janinet das aus Joachim Florent, Hugues Mayot und Emmanuel Scarpa bestehende Quartett O.U.R.S, mit dem er sein erstes Album als Bandleader aufnahm, das von der Kritik positiv aufgenommen wurde. Ein weiteres Album folgte 2019. Ab 2018 trat er auch im Trio The Space Galvachers auf, mit dem er das Programm Brazza O Kilomètre für das Festival Africolor realisierte. Mit Bruno Ducret und Élodie Pasquier bildete er 2019 das Trio La Litanie des Cimes, das zwei Alben mit sehr positiven Kritiken vorlegte und 2024 auch mit der Sängerin Mah Damba auftrat. Der Auftritt des Projekts beim Jazzfestival Saalfelden wirkte wie ein gemeinsames Gebet, „bei dem imaginäre Folklore, stilisierte Alte Musik und Zeitgenössisches zwischen meditativer Melancholie und energischen Soli“ kreiste.
Weiterhin arbeitete Janinet mit Sylvain Rifflet, Gilles Coronado, Han Bennink, Magic Malik, Richard Bona, Adama Dramé, Cheick Tidiane Seck, Akale Wube, Charlotte Dipanda, Tony Chasseur, Simon Winse und Sidi Bémol. Er ist auch auf Alben von Le Banquet und Jacques Thollot zu hören.

## Preise und Auszeichnungen
Janinet errang 2007 mit der Gruppe Radiation10 den Hauptpreis beim Jazzwettbewerb von La Défense und mit Minivan 2007 den Preis Paris Jeune Talent. 2020 war er mit La Litanie des cimes Preisträger von Jazz Migration#6.

## Diskographische Hinweise
- O.U.R.S. (Gigantonium 2018, mit Hughes Mayot, Joachim Florent, Emmanuel Scarpa sowie Mario Boisseau, Gilles Coronado)
- Danse? (Gigantonium 2019, mit Yves Robert, Hughes Mayot, Joachim Florent, Emmanuel Scarpa)
- La Litanie des cimes (Gigantonium 2021)
- Ornette under the Repetitive Skies III (BMC Records 2022, mit Hughes Mayot, Joachim Florent, Emmanuel Scarpa sowie Arnaud Laprêt, Ze Jam Afame)
- La Litanie des cimes: Woodlands (BMC Records 2023)
- Yves Rousseau, Géraldine Laurent, Jean-Marc Larché, Jean-Charles Richard, Clément Janinet, Christophe Marguet: Shabda (Alla Luna 2025)